# Gruffydd Llwyd
Sir Gruffydd Llwyd (auch Gruffudd Llwyd; eigentlich Gruffydd ap Rhys ap Gruffydd ab Ednyfed; † vor 12. Juli 1335) war ein walisischer Militär und Beamter.

## Herkunft und Jugend
Gruffydd Llwyd entstammte einer Familie der walisischen Gentry. Er war ein Sohn des Landbesitzers Rhys ap Gruffydd, damit war er ein Urenkel von Ednyfed Fychan, dem Seneschall des walisischen Fürsten Llywelyn ab Iorwerth. Trotz dieser Abstammung hatten sein Vater Rhys ap Gruffydd und sein Onkel Sir Hywel ap Gruffydd während der Eroberung von Wales durch König Eduard I. auf Seiten der Engländer gekämpft, dabei war Hywel ap Gruffydd im November 1282 in der Schlacht an der Menai Strait gefallen. Von ihm erbte Gruffydd Llwyd Llanrhystud in Cardiganshire, nach dem Tod seines Vaters 1284 erbte er dessen Herrschaft Tregarnedd auf der Insel Anglesey sowie Besitzungen im Norden von Denbighshire, Llansadwrn in Carmarthen und weitere Besitzungen in Nordwales. Der junge Gruffydd gehörte zum Haushalt der englischen Königin Eleonore. Vor 1283 wechselte er als Yeoman in den Haushalt des Königs.

## Dienst als Militär und Beamter unter Eduard I.
Von 1294 bis 1295 gehörte Gruffydd der Armee an, die die von Madog ap Llywelyn geführte walisische Rebellion niederschlug. Dennoch wurde er, angeblich wegen einer Intrige, selbst 1295 inhaftiert und blieb sechs Monate lang im Gefängnis. 1297 hatte er wieder das Vertrauen des Königs zurückgewonnen, so dass er während des Feldzugs des Königs nach Flandern ein Kontingent nordwalisischer Bogenschützen und Fußsoldaten kommandierte. In den nächsten Jahren stellte er für die Feldzüge im Krieg gegen Schottland häufig Truppenkontingente in Nordwales auf. Während der Feldzüge von 1301 und 1306 gehörte er selbst zum Heer von Eduard, dem Prince of Wales. Durch seinen Dienst als Militär konnte Gruffydd gesellschaftlich aufsteigen. Vor 1301 wurde er zum Ritter geschlagen. Von 1301 bis 1305 war er Sheriff von Caernarvonshire, damit war er der erste Waliser, der für die Engländer in Nordwales das Amt des Sheriffs wahrnahm. Von 1305 bis 1306 war er Sheriff von Anglesey.

## Führender walisischer Beamter der Krone in Nordwales unter Eduard II.
Der Thronfolger und nachmalige König Eduard II. schenkte Gruffydd, der ihm 1301 bei seiner Erhebung zum Prince of Wales gehuldigt hatte, volles Vertrauen. Von 1308 bis 1310 war Gruffydd erneut Sheriff von Caernarvonshire, dazu wurde er 1307 Aufseher der königlichen Wälder in Nordwales und diente ab 1314 als Sheriff von Merionethshire. Als nach 1314 Nordengland durch schottische Überfälle bedroht wurde und 1315 eine schottische Armee unter Edward Bruce in Irland landete, spielte Gruffydd in Wales eine wichtige Rolle. Die Engländer befürchteten, dass die Waliser, angeregt durch die Krise in Irland, einen erneuten Aufstand wagen könnten. Zur Verteidigung von Wales wurden nun Beauftragte ernannt, die den Rat von einflussreichen Walisern, besonders auch von Gruffydd Llwyd beachten sollten. Gruffydd Llwyd nahm daraufhin an Beratungen des Kronrats in Clipstone in Nottinghamshire über die Situation in Wales teil. Die Ergebnisse dieser Beratungen bildeten die Grundlage für die Erlasse, die während des Parlaments von Lincoln Anfang 1316 beschlossen wurden. Die Erlasse sollten die Unzufriedenheit der Waliser abmildern, doch nach ihrer Verkündigung kam es prompt zur Revolte von Llywelyn Bren in Glamorgan. Der Kronrat befürchtete eine Ausweitung der Revolte auf weitere Teile von Wales und dass schottische Truppen von Irland aus in Wales zur Unterstützung der Rebellion einfallen könnten. Daraufhin erhielten nordwalisische Truppenkontingente, die bereits unter dem Kommando von Gruffydd Llwyd zum Einsatz in Schottland unterwegs waren, in Chester den Befehl, nach Wales zurückzukehren, um zur Abwehr eines schottischen Angriffs zur Verfügung zu stehen.

## Sturz und Gefangenschaft
Obwohl der Kronrat offenbar auf Gruffydds Einschätzungen hörte und seinen Einfluss nutzen wollte, wurde er vermutlich im Dezember 1316 in Rhuddlan erneut verhaftet. Er verlor seine Ämter und blieb achtzehn Monate lang im Gefängnis. 1318 bat er um Auskunft, aufgrund welcher Anklagen er eingekerkert worden war, doch die Gründe dafür wurden nie bekannt gegeben. Tatsächlich hatte Gruffydd im Kontakt mit Edward Bruce gestanden, der dazu gedrängt hatte, dass sich die keltischen Iren und Waliser gegen die Engländer verbünden sollten. Die Intention von Gruffydds Antwort auf diesen Brief ist unklar. Er schrieb seinen Antwortbrief, kurz nachdem sein alter Gegner Roger Mortimer of Chirk erneut zum Justiciar für Wales ernannt worden war. Einem Bündnis der Waliser mit den Schotten war er offenbar nicht abgeneigt gewesen, wobei er möglicherweise auch das Opfer einer Intrige wurde.

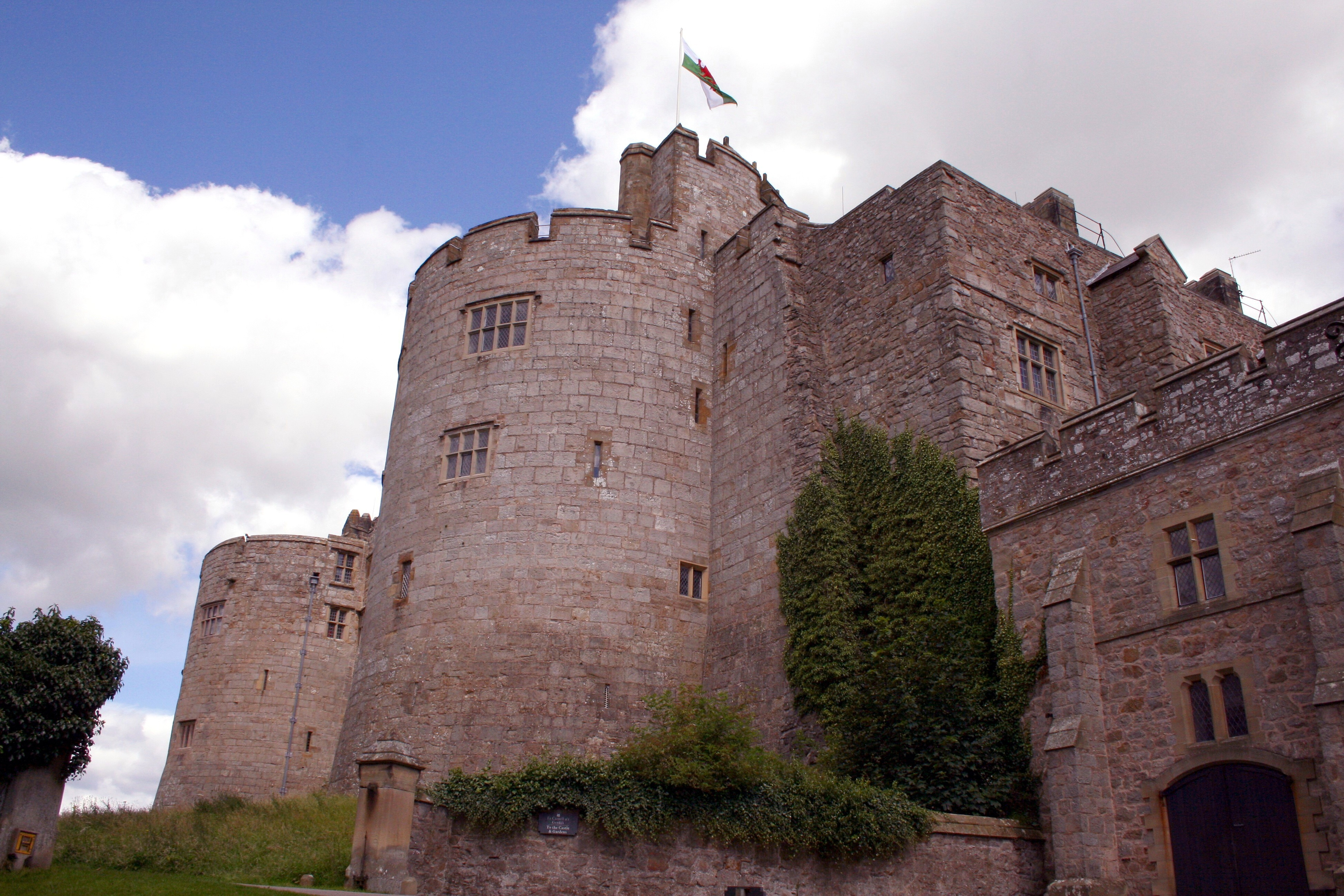
Chirk Castle, das Ende 1321 oder Anfang 1322 von Walisern unter Gruffydd Llwydd erobert wurde

## Rolle im Despenser War
Im Frühjahr 1321 kam es in Südwales zum sogenannten Despenser War, einer Rebellion der englischen Marcher Lords gegen den königlichen Günstling Hugh le Despenser. Die Marcher Lords hatten die Unterstützung der Waliser aus ihren Herrschaften. Unter den Walisern in den Gebieten, die unter königlicher Verwaltung standen, war dagegen besonders Roger Mortimer of Chirk, einer der führenden Marcher Lords, verhasst. Der König forderte Gruffydd und seinen Verwandten Rhys ap Gruffydd im November 1321 auf, für ihn ein Heer aufzustellen, um die Rebellion niederzuschlagen. Dies setzte Gruffydd rasch um und begann mit Angriffen auf die Burgen der rebellischen Marcher Lords. Die Waliser eroberten dabei nicht nur Mortimers Burg Chirk, sondern mit Holt und Powis Castle auch andere Burgen der Marcher Lords. Gleichzeitig rückte der König mit einem Heer von Gloucestershire aus gegen die Marcher Lords vor. Von zwei Seiten angegriffen, brach deren Widerstand Anfang 1322 zusammen. Anschließend griffen von Gruffydd geführte Truppen die Besitzungen des rebellischen Earl of Lancaster in Nordwales an. Im selben Jahr führte Gruffydd ein walisisches Kontingent nach Schottland, wobei sein ältester Sohn Gruffydd starb.

## Weitere Unterstützung von Eduard II., letzte Jahre und Tod
Gruffydd blieb ein loyaler Unterstützer von Eduard II. Als im September 1326 Roger Mortimer of Wigmore und Königin Isabelle in England landeten und die Herrschaft des Königs stürzten, gehörte Gruffydd zu denjenigen, an die sich der König um Hilfe wandte. Tatsächlich wurde der König in den Welsh Marches von Unterstützern Mortimers gefangen genommen. Der Sturz des Königs sollte Anfang 1327 durch ein Parlament legitimiert werden. Die walisischen Kronlande schickten allerdings nur äußerst widerwillig Abgeordnete zu diesem Parlament, und besonders in Merioneth, wo Gruffydd seit 1321 wieder Sheriff war, war der Widerstand gegen dieses Parlament hoch. Stattdessen versuchte eine Gruppe von Walisern vergeblich, den gefangenen König aus Berkeley Castle zu befreien. Gruffydd selbst gehörte zu den dreizehn Gefangenen, die wegen ihrer ablehnenden Haltung zur Absetzung des Königs in Caernarfon Castle inhaftiert wurden, dazu verlor er sein Amt als Sheriff. 1331 unterstützte Gruffydd seinen Verbündeten Hywel ap Gruffydd, als dieser vor dem Court of King’s Bench William Shalford der Mithilfe bei der Ermordung von Eduard II. beschuldigte. Danach ist von Gruffydd nur noch wenig bekannt. Vermutlich wegen seiner schlechten Gesundheit wurde er noch 1335 vom Dienst im Krieg gegen Schottland befreit.

## Nachkommen und Nachwirkung
Gruffydd hatte Gwenllian, eine Tochter von Cynan ap Maredudd geheiratet. Er hatte sieben Töchter und zwei Töchter, darunter:
- Gruffydd († 1322)
- Ieuan

Gruffydds Erbe wurde sein überlebender Sohn Ieuan, der allerdings Geistlicher war und später Archidiakon von Anglesey wurde. Die Herren von Abermarlais in Carmarthenshire stammten in weiblicher Linie von Gruffydd ab.
Fälschlicherweise wurde Gruffydd bis ins 19. Jahrhundert als walisischer Patriot dargestellt, der 1321 gegen die englische Vorherrschaft kämpfte. Der walisische Barde Gwilym Ddu verfasste zwei Gedichte über die Gefangenschaft von Gruffydd von 1316 bis 1318, in denen diese als Ungerechtigkeit dargestellt wird. Der Barde Casnodyn bat in einem Gedicht, das er für  Gruffydds Frau verfasste, Gott um Unterstützung, damit Gruffydd freigelassen würde.